# Liste der Nummer-eins-Hits in Frankreich (1964)
Diese Liste enthält alle Nummer-eins-Hits in Frankreich im Jahr 1964. Es gab in diesem Jahr 22 Nummer-eins-Singles.
| - Johnny Hallyday – Pour moi la vie va commencer - 3 Wochen (28. Dezember 1963 – 17. Januar 1964) - Sylvie Vartan – Si je chante - 2 Wochen (18. Januar – 31. Januar, insgesamt 3 Wochen) - Jean Ferrat – Nuit et brouillard - 1 Woche (1. Februar – 7. Februar) - Sylvie Vartan – Si je chante - 1 Woche (8. Februar – 14. Februar, insgesamt 3 Wochen) - Charles Aznavour – La mamma - 1 Woche (15. Februar – 21. Februar) - Richard Anthony – A présent tu peux t'en aller - 6 Wochen (22. Februar – 3. April) - Gigliola Cinquetti – Non ho l'eta - 4 Wochen (4. April – 1. Mai) - Richard Anthony – A toi de choisir - 3 Wochen (2. Mai – 22. Mai) - Enrico Macias – Paris, tu m'as pris dans tes bras - 5 Wochen (23. Mai – 24. Juni) - Sylvie Vartan – La plus belle pour aller danser - 1 Woche (27. Juni – 3. Juli) - Frank Alamo – Allo, Maillot-38-37? - 1 Woche (4. Juli – 10. Juli) - Claude François – La ferme du bonheur - 1 Woche (11. Juli – 17. Juli) - Claude François – J'y pense et puis j'oublie - 2 Wochen (18. Juli – 31. Juli) - Henri Salvador – Zorro est arrivé - 2 Wochen (1. August – 14. August) - Richard Anthony – Ce monde - 2 Wochen (15. August – 28. August, insgesamt 5 Wochen) - Salvatore Adamo – Vous permettez monsieur? - 4 Wochen (29. August – 25. September, insgesamt 7 Wochen; → 1965) - Richard Anthony – Ce monde - 3 Wochen (26. September – 16. Oktober, insgesamt 5 Wochen) - Johnny Hallyday – Le pénitencier - 1 Woche (17. Oktober – 23. Oktober) - Richard Anthony – La corde au cou - 2 Wochen (26. Oktober – 6. November, insgesamt 3 Wochen) - Charles Aznavour – Que c'est triste Venise - 1 Woche (7. November – 13. November) - Richard Anthony – La corde au cou - 1 Woche (14. November – 20. November, insgesamt 3 Wochen) - Salvatore Adamo – Les filles du bord de mer - 1 Woche (21. November – 27. November) - Jean Ferrat – La montagne - 1 Woche (28. November – 4. Dezember) - Sheila – Vous les copains. Je vous n'oublierai jamais - 3 Wochen (5. Dezember – 25. Dezember) - France Gall – Sacré Charlemagne - 2 Wochen (26. Dezember 1964 – 8. Januar 1965, insgesamt 3 Wochen; → 1965) |